# Polycotylus
Polycotylus 
là một chi xà đầu long trong họ Polycotylidae . Loài tiêu biểu là P. latippinis và được đặt tên bởi nhà cổ sinh vật học Mỹ Edward Drinker Cope vào năm 1869. Mười một loài khác đã được xác định. Nó sống ở các vùng biển của Bắc Mỹ, Nga và Úc vào cuối kỷ Phấn trắng . Một hóa thạch bảo tồn một con trưởng thành với một bào thai lớn duy nhất bên trong của nó, chỉ ra rằng Polycotylus đẻ con (không phải đẻ trứng), một hành vi bất thường giữa các loài bò sát.

## Mô tả
Giống như tất cả các loài khủng long đầu rắn, Polycotylus là một loài bò sát biển lớn với một cái đuôi ngắn, chân chèo lớn, và một cơ thể rộng. Nó có một cổ ngắn và đầu dài và cơ thể dài khoảng 5 mét. Nó có đốt sống cổ hơn các loài polycotylid khác, tuy nhiên. Polycotylus được cho là được một polycotylid cơ bản bởi vì nó có đốt sống nhiều hơn ở cổ của nó (một tính năng liên kết với các tổ tiên cổ dài) và xương cánh tay của nó có hình dạng nguyên thủy hơn. Đốt hang dài xương chậu là một tính năng phân biệt của Polycotylus, và răng dày với các đường rãnh vằn ở trên bề mặt, một xương dạng cánh hẹp trong vòm họng và một đỉnh thấp dọc trên đầu của hộp sọ.